# ROA (artista)

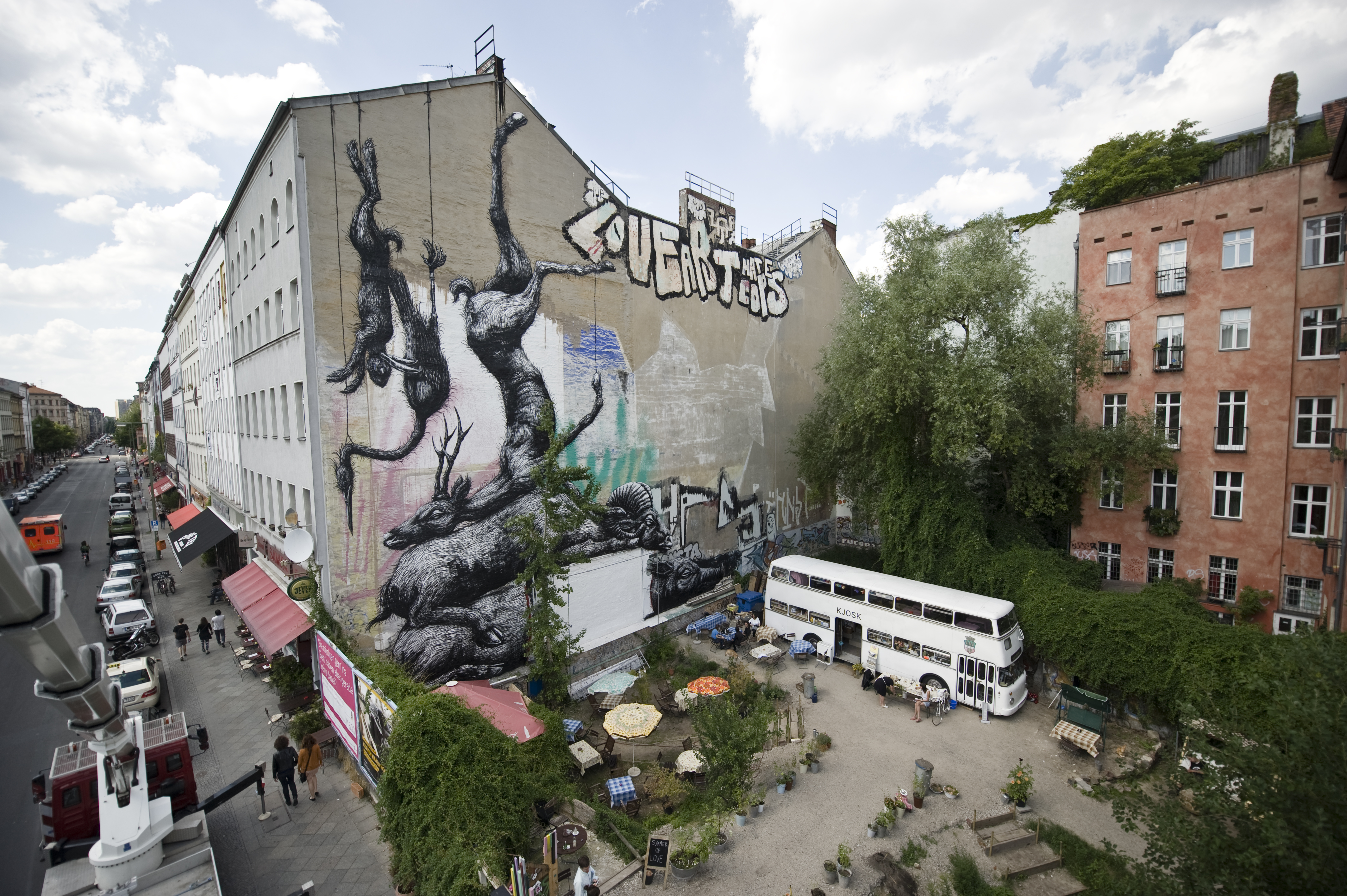
Mural de ROA en Berlín-Kreuzberg. Pintado en 2011 durante su exposición «Tránsito» en la Galería Skalitzers.

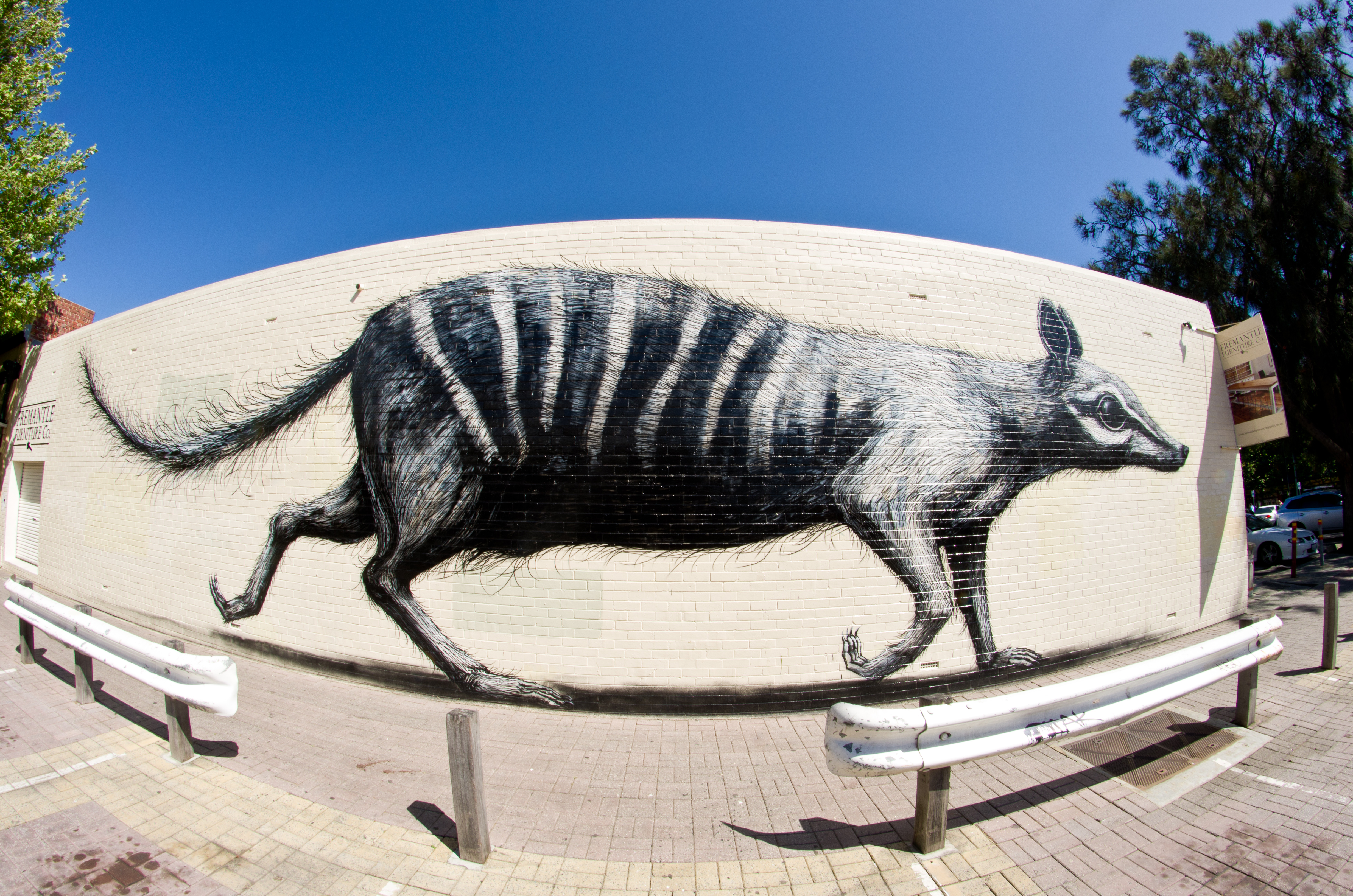
Numbat de ROA en Fremantle, Australia.

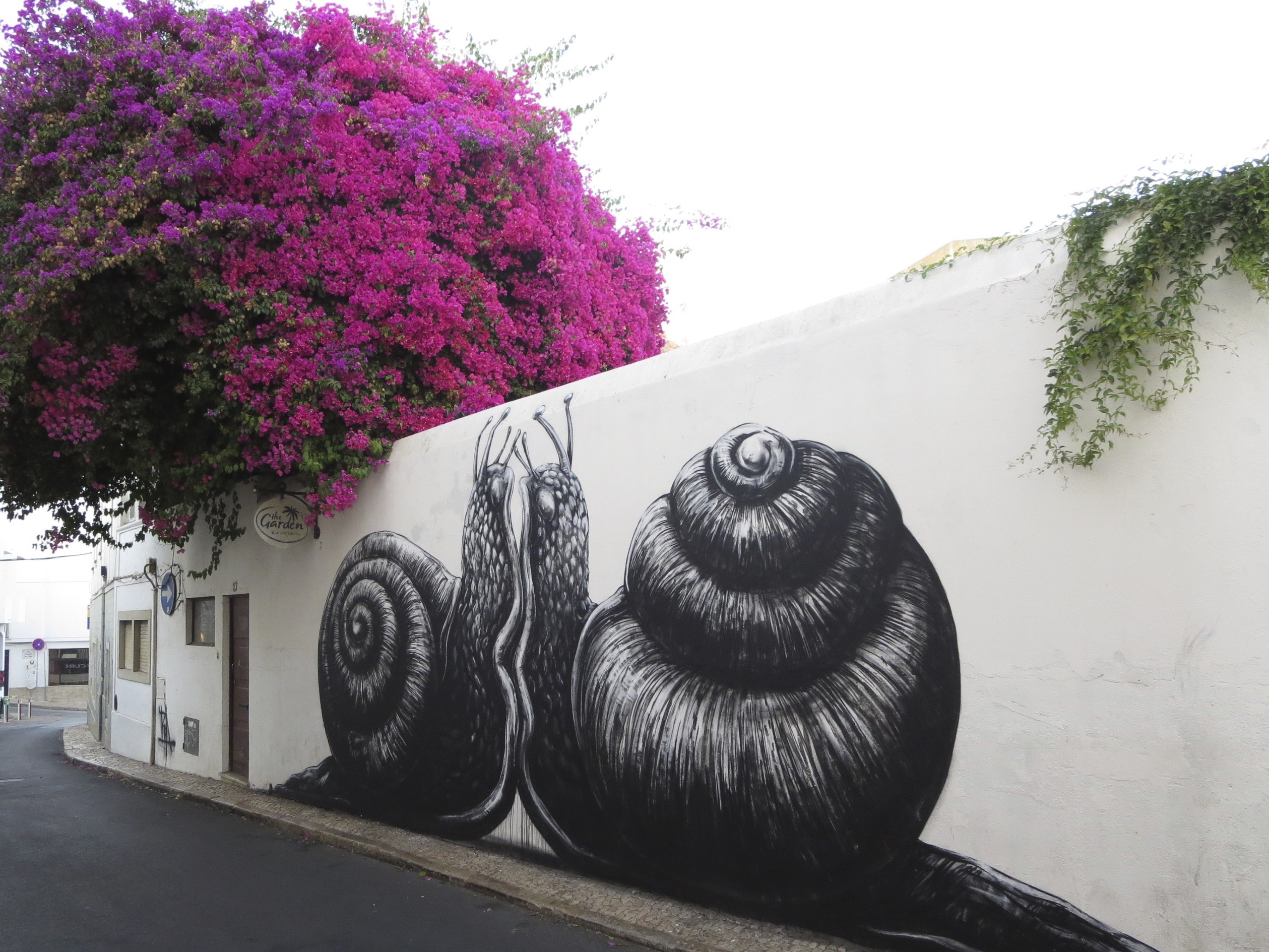
Caracoles de ROA, en Lagos, Portugal.

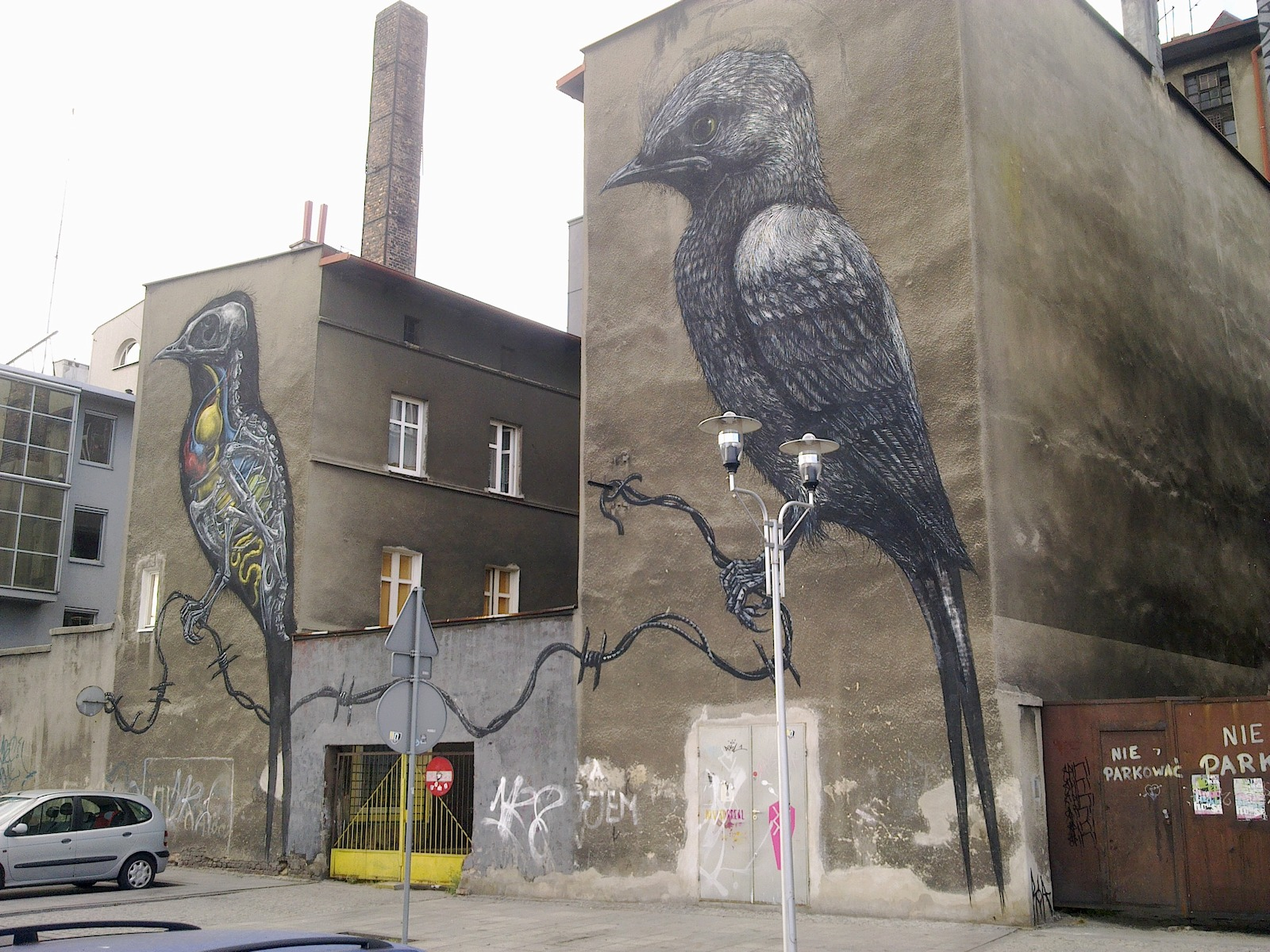
Obras de ROA representando pájaros en Katowice, Polonia.

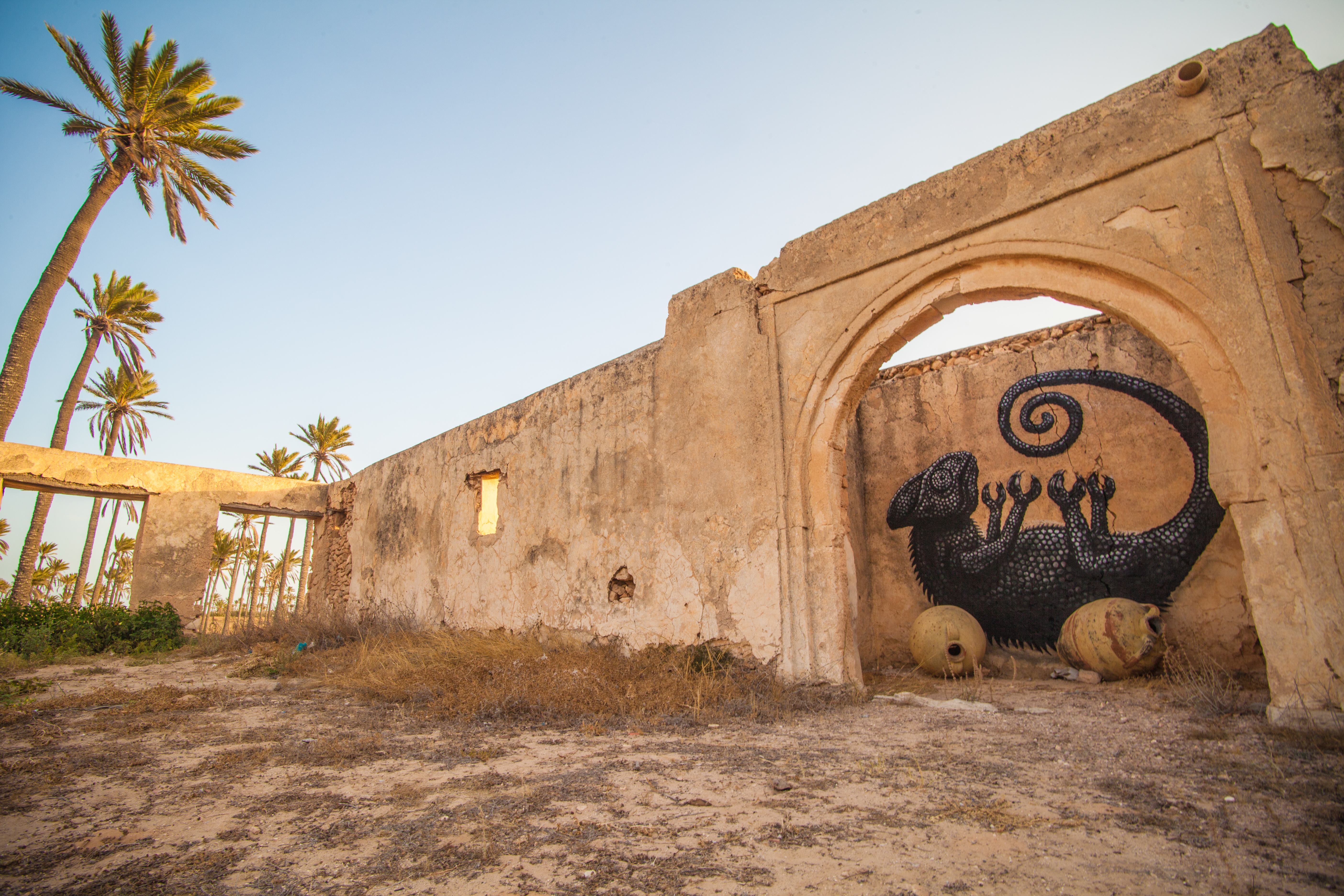
Camaleón en Djerbahood, Túnez.

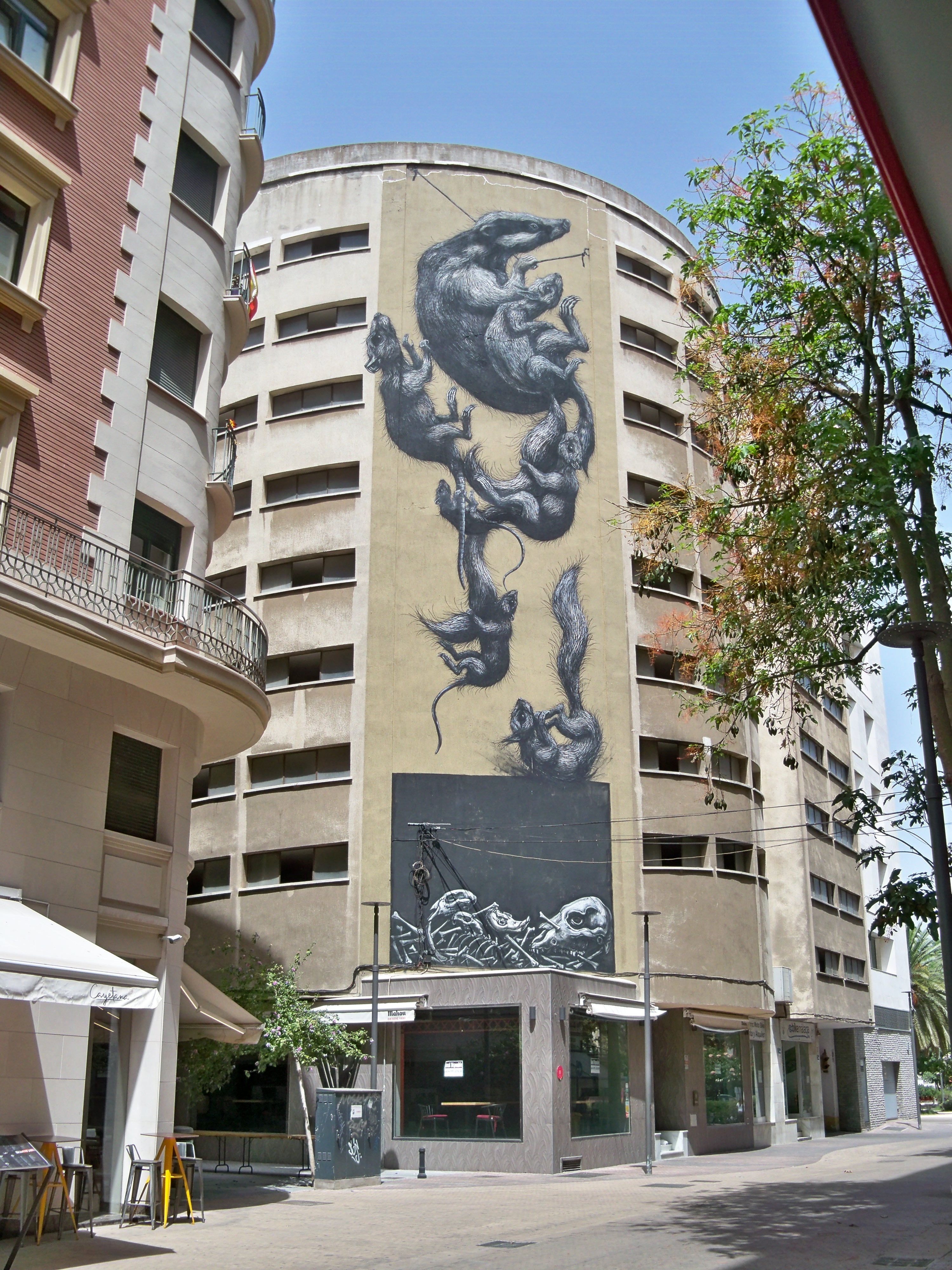
Mural de ROA (2013) en Málaga, España.

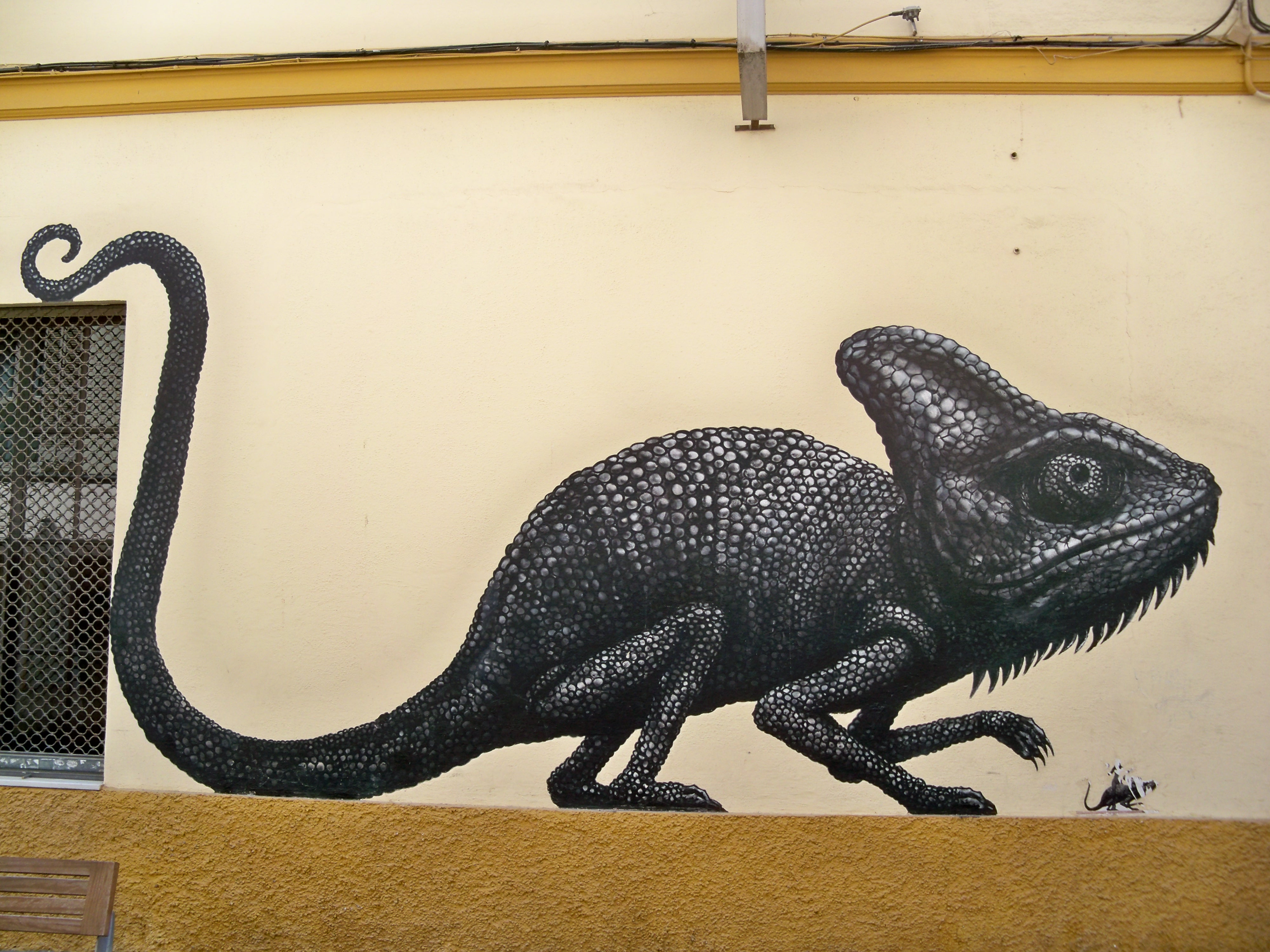
Camaleón de ROA (2013) en Málaga, España.

ROA (nacido c. 1976) es un grafitero y artista callejero de Gante, Bélgica. A nivel internacional, ha creado obras en calles de ciudades de Europa, Estados Unidos, Australia, Asia, Nueva Zelanda y África.
ROA generalmente pinta animales y aves salvajes o urbanos que son nativos del área donde está pintando. Suele usar una paleta de colores mínima, como el negro y el blanco, pero también crea trabajos con colores vibrantes que representan la carne o los sistemas internos de los animales y las aves.

## Obras notables por continente

### África
En 2014, ROA contribuyó con varias pinturas murales en el proyecto Djerbahood en la isla tunecina de Djerba.

### Europa
En 2010, ROA pintó un pájaro de grandes dimensiones al costado de un restaurante indio en la intersección de las calles Hanbury y Brick Lane en Tower Hamlets, Londres. Originalmente pretendía que fuera una garza, pero lo cambió a una grulla después de enterarse de que las grullas son sagradas para la comunidad bengalí.
En 2011, ROA se hizo especialmente conocido en el Reino Unido cuando el consejo de Hackney amenazó con pintar sobre una de sus pinturas, un conejo de 3.5 m de altura. El conejo había sido pintado legalmente en la pared de The Premises Studios en Hackney Road, Londres. Los propietarios del edificio y los residentes locales lanzaron una campaña para mantener el mural, lo que obligó al consejo a cambiar de opinión.
En 2010, ROA participó en el Festival CityLeaks de Colonia y pintó un mural en Ehrenfeld situado en la calle Senefelderstrasse, número 5.
En agosto de 2012, ROA participó en el festival de arte callejero See No Evil en Bristol, Inglaterra, creando un zorro de una altura de dos pisos al costado de un edificio.
En 2013, ROA participó en el proyecto MAUS en Málaga, cuyo objetivo era proporcionar al Soho, un barrio de la ciudad conocido como «El Barrio de las Artes», un valioso legado de patrimonio cultural contemporáneo. ROA creó dos obras de arte en este barrio, un grafiti de un camaleón y un mural representando a unos roedores que intentan escapar.

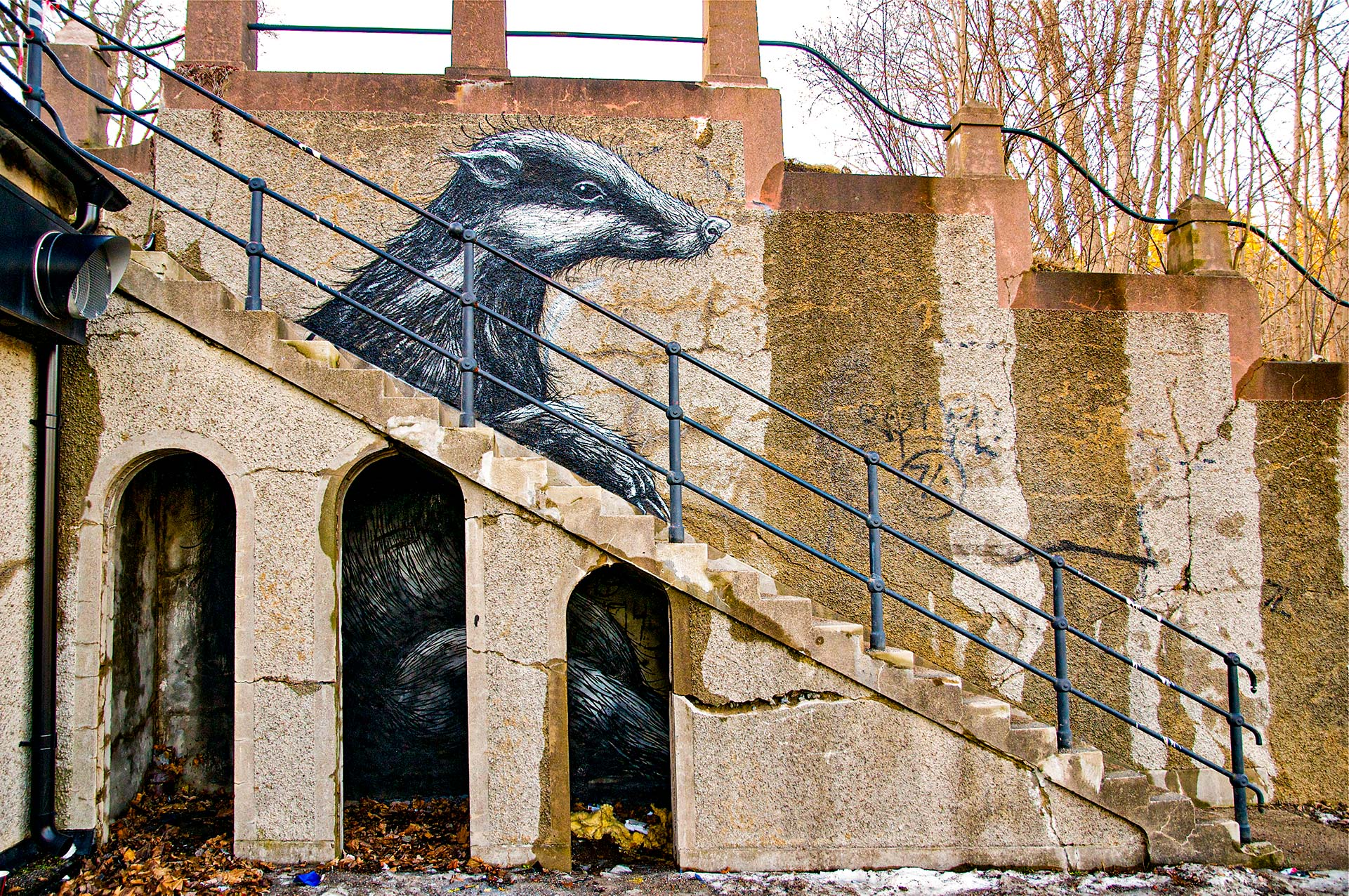
Tejón de ROA (2011) en Subtopia, Botkyrka, Provincia de Estocolmo, Suecia.

### Norteamérica
Roa pintó un mural en El Barrio, Harlem del Este, Nueva York, para el Festival Monument Art. El mural está ubicado en Lexington Gardens, en la calle 108 y la avenida Lexington. Típica del trabajo de Roa, la composición en blanco y negro presenta varios animales. La obra fue encargada para celebrar la cultura, la historia y la imaginación del barrio.

### Oceanía
En enero de 2014, ROA visitó Dunedin en Nueva Zelanda y pintó un mural de tuátaras en un edificio en la calle Bath.
Mientras exhibía obras en la Galería de Form de Perth, la ciudad de Fremantle le encargó a ROA que dejara su marca en Fremantle. En aproximadamente doce horas ROA creó un mural de un numbat que eligió porque es una especie local en peligro de extinción. 
En 2020, ROA tuvo una exposición individual en la Galería Backwoods en Melbourne, Australia.